# Tubarão (Santa Catarina)
Tubarão é um município brasileiro localizado no sul do estado de Santa Catarina. Situa-se na latitude 28º28'00" sul e longitude 49º00'25" oeste e está a uma altitude média de 9 metros acima do nível do mar, com área de 301,755 km². De acordo com o IBGE, a população total registrada no último recenseamento, de 2010, era de 97.235 habitantes. Conforme estimativa do mesmo IBGE, em 2019 o município teria 105 687 moradores.
O nome da cidade deve-se ao rio Tubarão, que em tupi-guarani era chamado Tubá-Nharô, "pai feroz". Outra versão corrente relaciona ainda este nome com o de um cacique muito influente que habitava a região. Não se relaciona, porém, ao animal homônimo.

## História

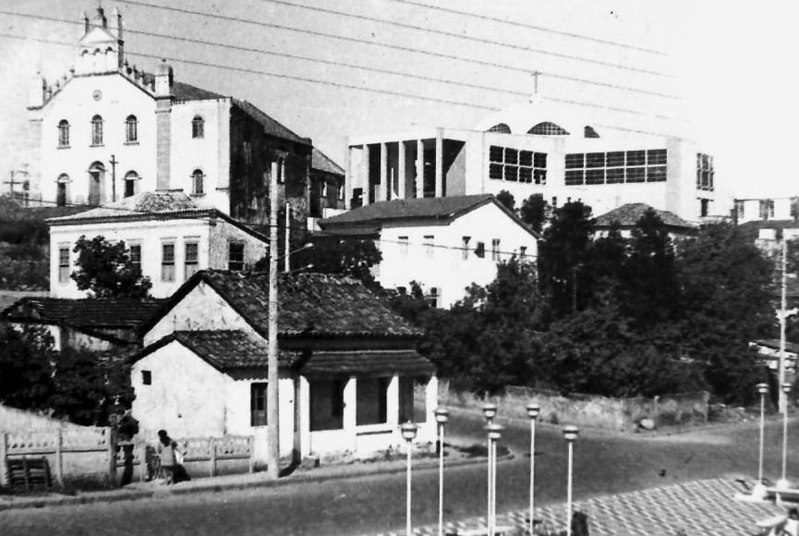
A antiga e a nova catedral de Tubarão. A catedral antiga, na esquerda da foto, foi demolida em 1971.

Com a abertura do caminho entre Lages e Tubarão, por volta de 1773, iniciou-se o povoamento da cidade. O rio Tubarão era parte da rota Lages/Laguna, tendo como ponto de parada os portos do "Poço Fundo" e do "Poço Grande", ambos na região da atual Tubarão. Em agosto de 1774, duas sesmarias, com área de uma légua quadrada cada uma, situadas no atual perímetro urbano, foram doadas ao capitão João da Costa Moreira e ao sargento-mor Jacinto Jaques Nicós, marcando o início efetivo do povoamento.
Em 1833 já existia o distrito de Poço Grande do Rio Tubarão e em 7 de maio de 1836 foi criada a paróquia de Nossa Senhora da Piedade de Tubarão, Lei nº 32. Tubarão desmembrou-se de Laguna pela Lei Provincial nº 635, de 27 de maio de 1870. A imigração europeia, a implantação da EFDTC - Estrada de Ferro Donna Thereza Christina e a criação da comarca de Tubarão (Lei 745, de 19 de abril de 1875), foram responsáveis diretos pelo desenvolvimento econômico do município.
Em 1974 o município foi atingido por uma catastrófica enchente. Causou a morte de 199 pessoas e desalojou 60 mil dos 70 mil habitantes da cidade. Historiando essa catástrofe, há o livro "Tubarão 1974 - Fatos e Relatos da Grande Enchente", do escritor catarinense César do Canto Machado.

### Enchente de 1974

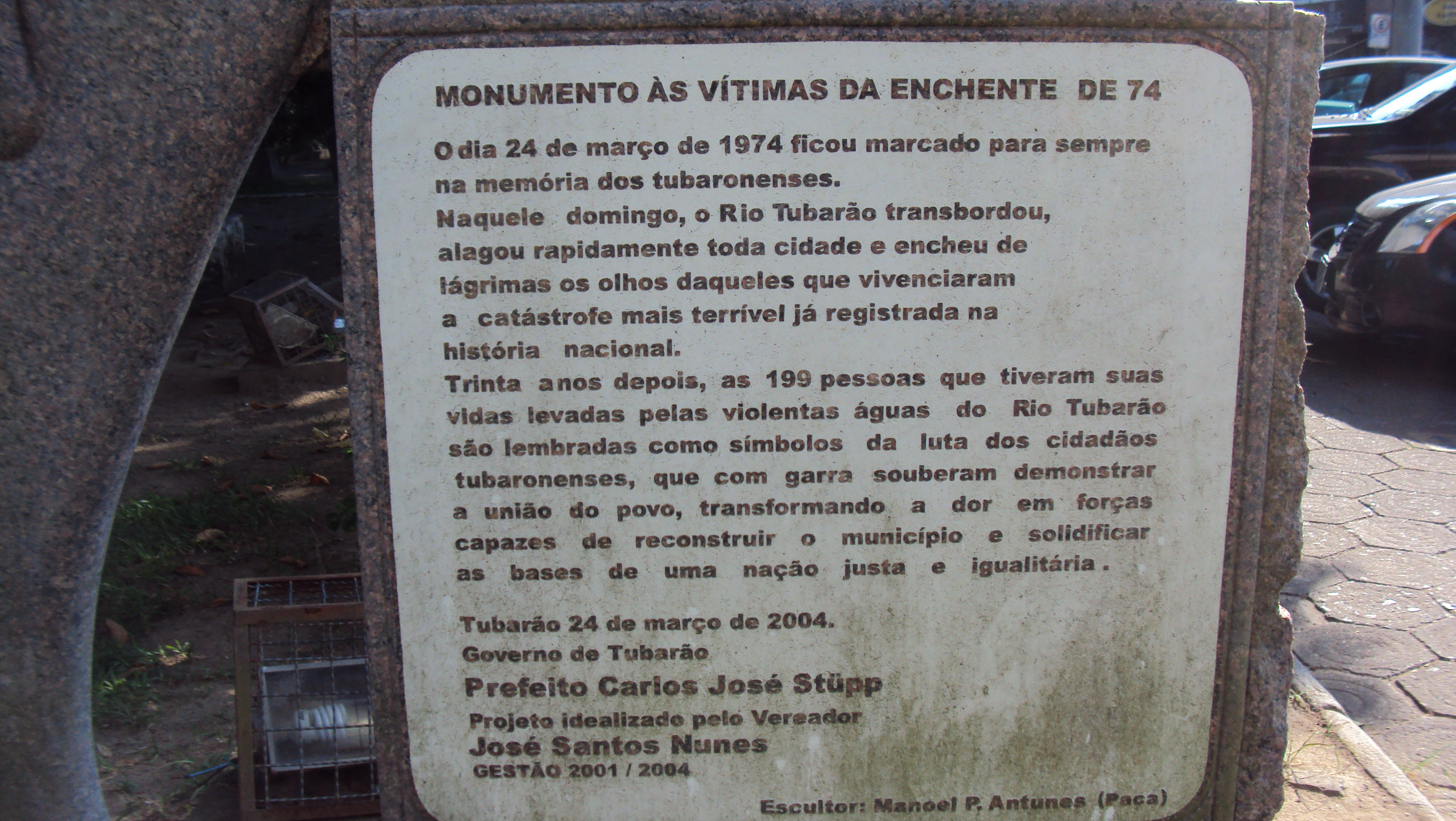
Monumento às vítimas da enchente de 1974

Entre as informações desencontradas, oficialmente são registradas 199 mortes. Não existe uma lista oficial com a identificação dos mortos. No Arquivo Público e Histórico Amadio Vettoretti estão depositados os registros de 58 certidões de óbito decorrentes da enchente.

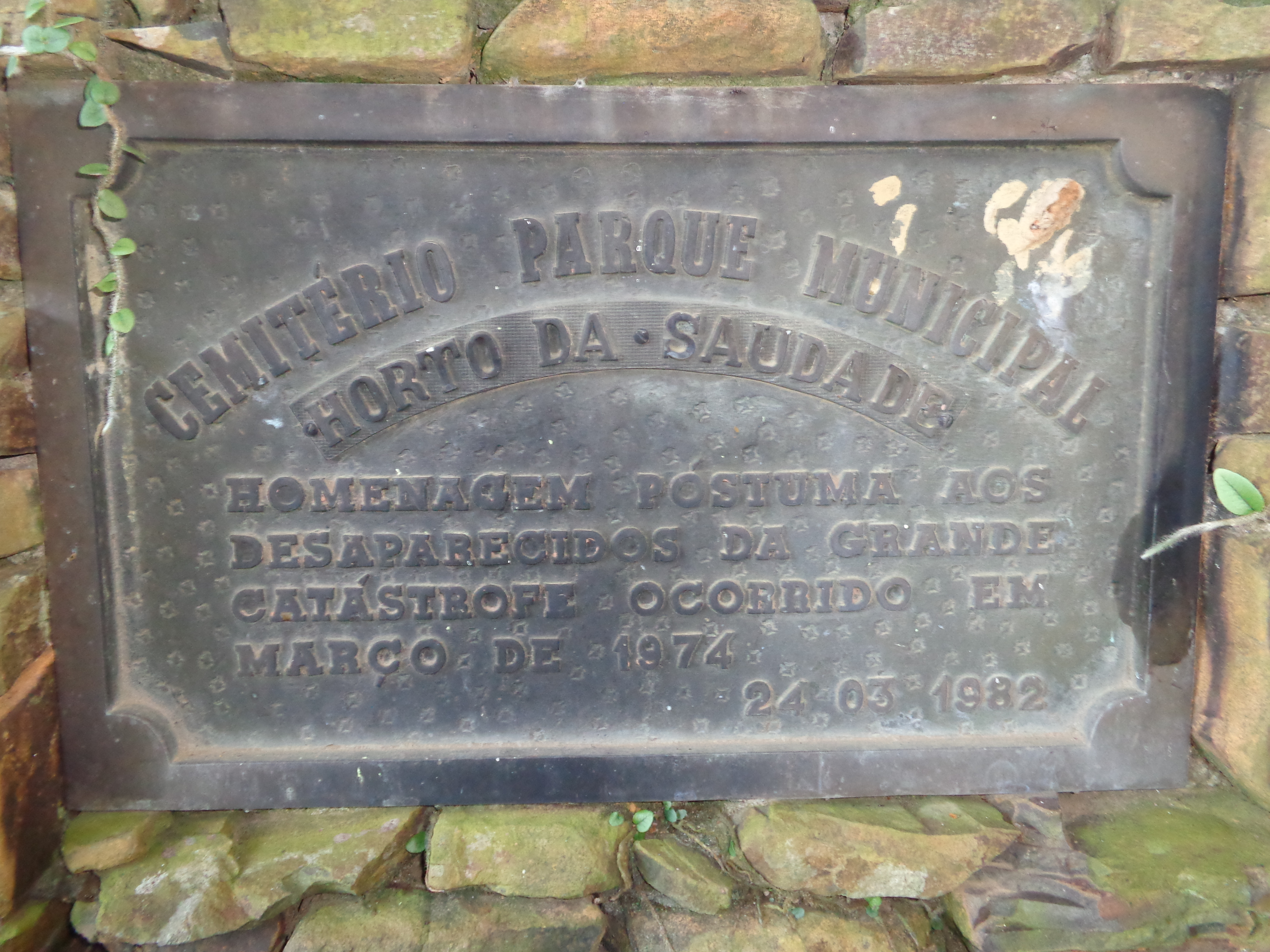
Monumento em lembrança aos mortos da enchente de 1974 no Cemitério Horto dos Ipês

## Economia
Tubarão destaca-se por ser o segundo centro comercial do sul do estado, principalmente na área de cerâmica. Destaque também para o turismo, centrado em suas estâncias hidrominerais.
Tubarão é importante polo comercial da região e foi durante muitos anos sede da EFDTC. (Em 1884 foi concluída a Estrada de Ferro Donna Thereza Christina, pioneira na então Província de Santa Catarina, com a extensão de 112 km, originária de uma concessão obtida pelo Visconde de Barbacena, com o objetivo de transportar o carvão de pedra das minas para o Porto de Imbituba). Atualmente a ferrovia não conta mais com a importância do passado, mas apresenta grande valor na cultura local. Em função dos anos em que era a principal forma de transporte da região, foi fundado um museu ferroviário que possui até locomotivas produzidas desde o século XIX.
A alta sociedade de Tubarão é formada pelas família Bittencourt e Meneghel.

### Turismo
Tubarão tem uma boa infraestrutura urbana e seu potencial turístico concentra-se nas águas termais, canalizadas para confortáveis hotéis e no meio rural, com destaque para a localidade de Rio do Pouso, onde pode-se passar agradáveis horas em contato com a natureza e com a cultura e culinária do local. Pólo de integração da região, oferece passeios turísticos mensais nas locomotivas Maria-Fumaça pela Ferrovia Teresa Cristina, ligando as cidades de Imbituba, Laguna, Criciúma e Urussanga. O percurso liga estas cidades às praias, à subida da Serra do Rio do Rastro, aos monumentos históricos e às tradições das etnias que ajudaram a povoar a região. É mantida pela Rede Ferroviária Federal. A ferrovia, situada entre a serra e o mar, às margens do rio Tubarão, tem como um dos seus atrativos as inúmeras pontes. Conheça a Praça Dona Thereza Christina, inaugurada em 1884, por ocasião do centenário da ferrovia do mesmo nome, a ponte pênsil localizada em frente à Universidade e o Centro Municipal de Cultura, que agrega um museu em homenagem a um dos maiores pintores catarinenses: Willy Zumblick, além de exposições paralelas, aulas de artes plásticas e cênicas e uma galeria dedicada à história do município. Além destes, Tubarão possui um grande centro de comércio da região sul do estado: o Farol Shopping. O shopping tornou-se famoso pela sua estrutura, suas ofertas de comércio, de empregos múltiplos e até 2016 era intitulado de "o maior empreendimento deste porte da região sul de Santa Catarina".

### Agricultura
Houve na região sul do Estado, um sistema de grandes plantações de monocultura, de produção voltada para o exterior, em grandes propriedades com elevado número de escravos, a exemplo do que aconteceu na Região Nordeste e Região Sudeste do Brasil. Em Tubarão, alguns abastados, residentes em Laguna, geralmente comerciantes, adquiriram as melhores áreas de terra. Estes usufruíram do fruto do trabalho dos arrendários. Acrescenta-se que, além do arrendatário, a outra parte da produção era executada por trabalho escravo, o que não aparece nos documentos oficiais.
Na ordens sucessiva dos colonizadores que se utilizavam da agricultura, o desenvolvimento dos pioneiros vicentistas foi inexpressivo devido ao seu contínuo deslocamento para o Rio Grande do Sul onde se envolveram com a pecuária.
Os açorianos não desenvolveram uma agricultura satisfatória. Isso se deve as suas origens e convivência e familiaridade com o mar eram atraídos a povoar as margens dos rios e das lagoas que formavam as únicas vias de comunicação, além do oceano.
Cita-se que, por volta de 1750, houve uma tentativa de plantio de cânhamo e linho às margens do rio Tubarão, sem especificar o local, mas que foi abandonada a seguir.

## Geografia
Tubarão se localiza no sul do estado de Santa Catarina, a 66 km de Criciúma e 133 km de Florianópolis. Algumas das cidades próximas são Gravatal, Treze de Maio, Jaguaruna, Pedras Grandes, Laguna, Capivari de Baixo, São Ludgero, Orleans.
A cidade é rica em belezas naturais. Conheça também as termas de Tubarão. Nas Termas do Rio do Pouso, a alguns minutos do centro da cidade, um hotel-fazenda oferece muitas opções de lazer e de práticas esportivas, além de piscinas de água mineral. Nas Termas da Guarda, entre a Serra do Mar e o Litoral, a água termal jorra à temperatura de 36 °C, canalizada em piscinas e banheiras.

### Fauna
Tubarão é um dos habitat de um animal muito conhecido no sul do Brasil, a capivara. Este animal é tão numeroso e querido pelos tubaronenses,  que foi criada a Festa da Capivara, que hoje em dia é realizada na cidade de Capivari de Baixo, pois quando se realizou a primeira Festa da Capivara, Capivari era apenas um bairro pertencente a Tubarão. A capivara é encontrada ao longo de toda a margem do rio Tubarão, sendo que, muitas vezes, devido ao alto volume de água do rio, pode-se encontrar as capivaras à beira das estradas que margeiam o rio. Atualmente vive-se uma situação negativa por conta dos grandes roedores, que pela cidade situar-se principalmente a beira do Rio Tubarão, acabam por cruzar estradas e rodovias fazendo com que aconteçam acidentes.

### Altitude
A altitude média na sede do município é de 9 metros acima do nível do mar e o ponto culminante é o morro do Martinelli, com 540 metros (Rio do Pouso Alto).

### Clima
Subtropical, com temperatura média anual de 19,5 °C, sendo a média das máximas de 23,6 °C e a média mínima de 15,5 °C. Pluviosidade: A precipitação média anual é de 1.493 centímetros cúbicos, sendo abril e maio os meses de menor precipitação. Possuem Verões quentes com temperaturas passando dos 35 °C e Invernos Amenos com temperaturas mínimas abaixo dos 10° e podendo chegar a valores próximos ou igual a 0 °C. A geada ocorre em todos os anos, em média de 7/10 vezes ao ano, sendo 3 de forte intensidade nos bairros mais afastados do centro da cidade. A neve é muito rara na região de Tubarão, nevou bem fraco com garoa em julho de 1955 e no ano de 1984 nos morros da Guarda. No ano de 1990 nevou nos municípios de Braço do Norte (Pinheiral), Santa Rosa de Lima e São Martinho, em 2010 na região mais alta de Grão-Pará, Orleans e Santa Rosa de Lima.

### Ventos
No verão, quando o quociente barométrico é mais acentuado, os ventos sopram com mais constância e regularidade. Naturalmente, são ventos predominantes dos quadrantes leste-atlântico para o continente.
O outono é a estação menos ventosa e isso se explica pelo equilíbrio entre valores barométricos no atlântico e no continente, com conseqüência a diminuição das massas de ar. No inverno, devido à predominância de outra área de alta pressão no interior do continente, a componente de ventos do oeste adquire importância, podendo ultrapassar a soma de velocidade dos ventos de leste.
A predominância dos ventos na região é a seguinte: 37,5 % ocorrência dos ventos Nordeste 15,6 % ocorrência dos ventos Sul 13,2 % ocorrência dos ventos Sudoeste.

### Acidentes geográficos
O rio Tubarão é o principal do município. Sua linha de escoamento corta a cidade com uma secção média de 115 metros de largura, uma profundidade que varia de 2 metros a 10 metros e uma vazão de 5,2 metros cúbicos por segundo. Outros rios que cortam o município de Tubarão são o rio Capivari, rio Corrêas, rio do Pouso, rio Alto Pedrinhas, rio Caruru, rio Ilhota e rio Congonhas.

## Educação
Sendo Tubarão um pólo de convergência de todas as vias de comunicação, motivou a formação de um centro estudantil que atende uma clientela da região, que necessite frequentar cursos mais elevados. Na década de 1930 sobressaiam o Colégio São José (1895) e o Grupo Escolar Hercílio Luz (1920), na década de 1940, o Ginásio Sagrado Coração de Jesus, depois Colégio Dehon. Na década de 1950, a Escola Técnica do Comércio, cuja congregação idealizou e implantou o ensino superior, origem da Unisul. Este quarteto, com modalidades específicas de ensino, atraia estudantes do sul catarinense, formando assim a base ativa e histórica para a criação e desenvolvimento de cursos de nível superior que iniciou pelo IMES em 1964, transformado em FESSC em 1967 e finalizando na Universidade do Sul de Santa Catarina (Unisul) em 1989.
No dia 25 de agosto de 1974, ano em que a cidade de Tubarão foi vítima da grande enchente, foi fundada a Escola Adventista de Tubarão por membros da comunidade, dirigidos pelo Professor Milton Kuntze.
No segundo semestre de 2014, a UNOPAR (Kroton) instalou seu novo polo de atendimento aos alunos de graduação e pós-graduação à distância.

## Cultura

### Brasão

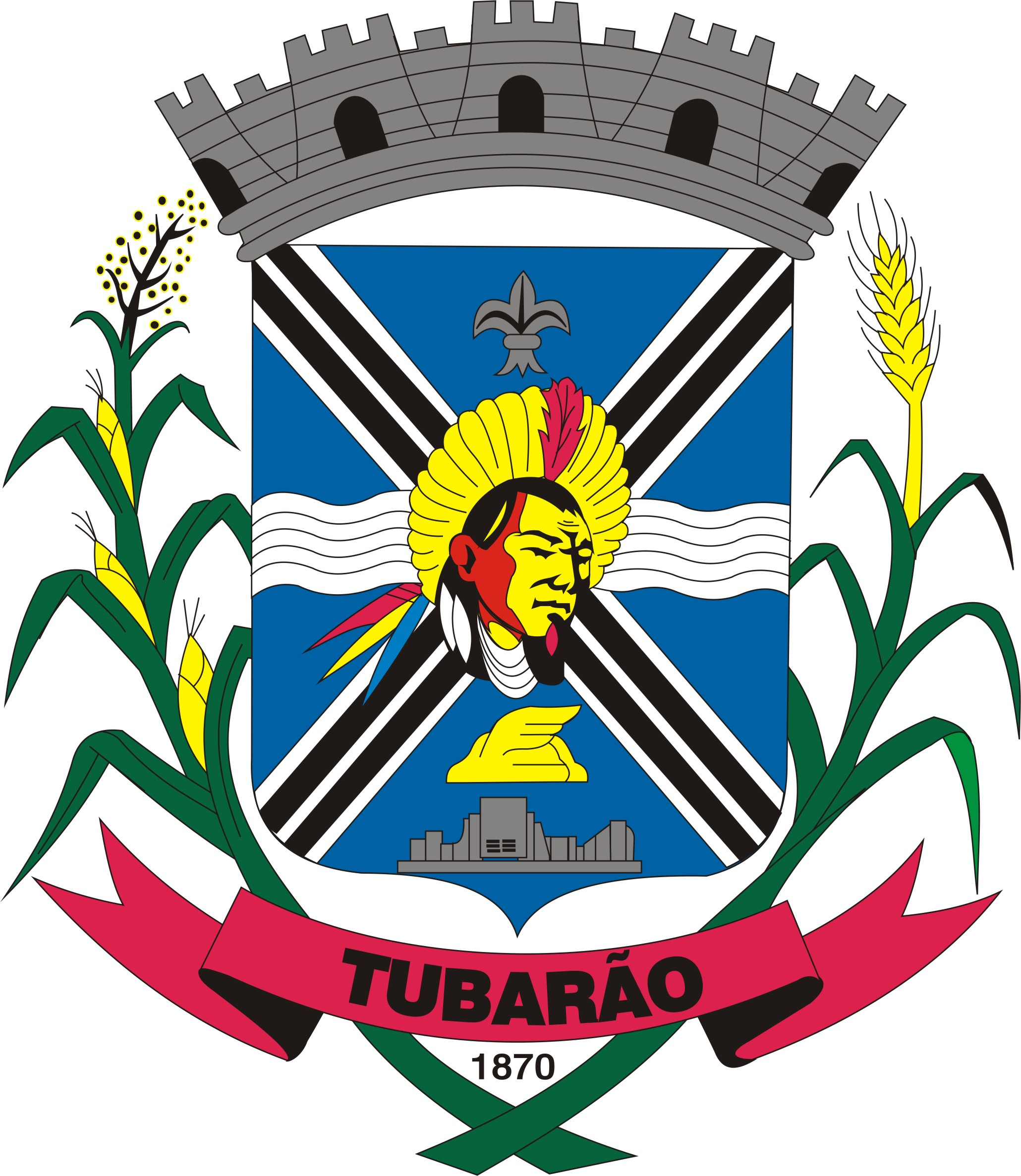
Brasão de Tubarão

O Brasão de Armas de Tubarão é de autoria do heraldista professor Arcionoe Antônio de Farias Peixoto, e possui as seguintes cores:
- Azul
- Prata
- Preto
- Ouro
- Verde
- Vermelho

### Biblioteca Pública Municipal Olavo Bilac
No ano de 1898 são criados a Biblioteca Pública e o Arquivo Público, por iniciativa do visionário superintendente João Cabral de Mello. Naquele ano, a biblioteca possuía um acervo de 312 volumes sobre assuntos diversos e estava sendo bem frequentada. Em 1941, o prefeito Marcolino Martins Cabral decretou a criação da Biblioteca Olavo Bilac.
Instalada na sede da prefeitura, teve vida itinerante e passou por percalços e desleixos. Sua maior perda porém ocorreu no ano de 1974, quando ocorreu a famosa enchente, que arrasou a cidade e destruiu também grande parte do acervo.
Atualmente, a Biblioteca Pública Municipal Olavo Bilac está instalada junto ao Centro Municipal de Cultura - Museu Willy Zumblick, com atendimento de segunda a sexta-feira, das 13h às 19h.

### Casa da Cidade
Em pleno coração comercial da cidade encontramos a Casa da Cidade, um centro de cultura, local permanente de exposições de arte, cursos e palestras, além de outras atividades culturais.
Apresenta uma arquitetura que lembra os casarios antigos e mostra a conservação pelo patrimônio histórico e resgate da população tubaronense.
Construção do século passado, a Casa da Cidade foi restaurada em 1984. O velho casarão serviu de residência para coronéis e políticos. Abrigou a prefeitura, entre outros órgãos. Durante o Natal, a Casa da Cidade transforma-se em Casa de Papai Noel e no resto do ano acolhe trabalhos artesanais produzidos por artistas municipais.

### Catedral

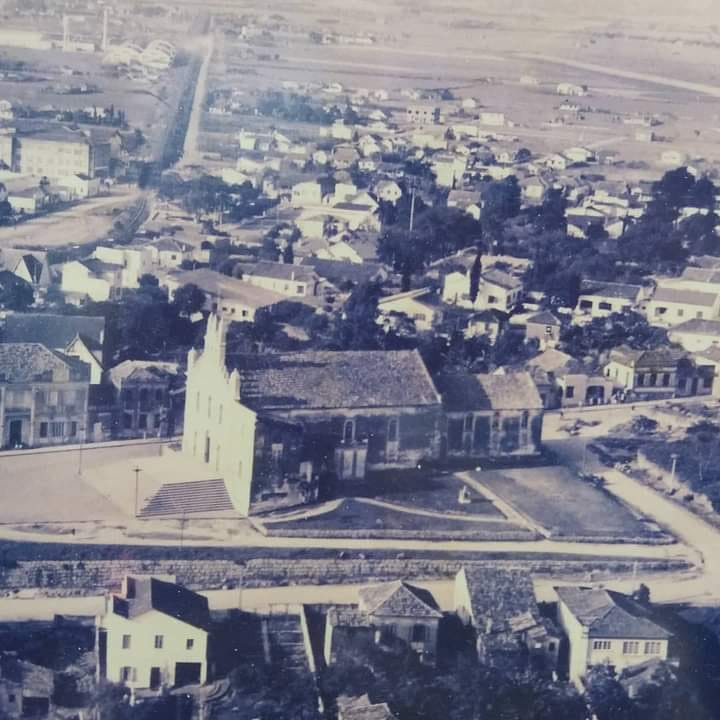
Antiga Catedral de Tubarão, ca. década de 1950-1960. Demolida em 1971. No canto superior esquerdo está o Hospital Nossa Senhora da Conceição e atrás ao fundo a antiga Fábrica de Cigarros Sousa Cruz, ao longo da Avenida Marcolino Martins Cabral

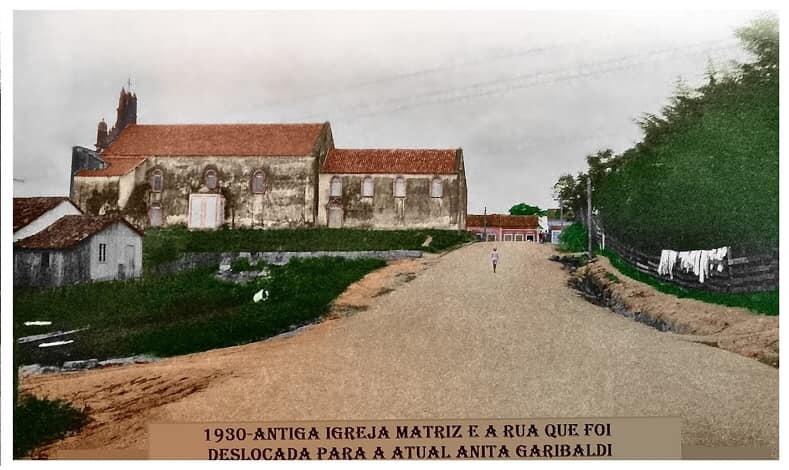
Antiga Catedral de Tubarão, 1930. Vista lateral

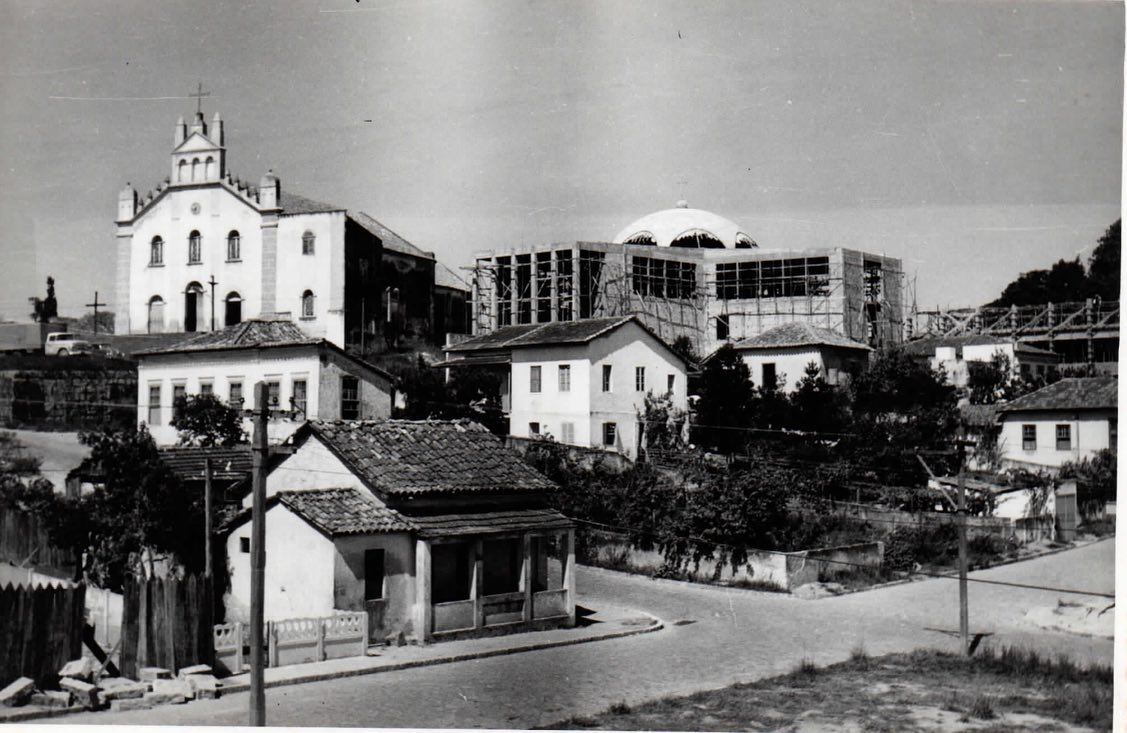
A antiga e nova catedral de Tubarão (em construção)

A primitiva igreja foi construída em 1832. Passou por várias reformas e ampliações. Em 1887 o corpo da Igreja media 138 palmos de comprimento (30,36 m), 74 palmos de largura (16,28 m) e 30 palmos de altura (6,6 m) (relatório do Padre Cipriano Buonocore, 1887). Este monumento que representou a fé e o esforço comum de muitas gerações, símbolo material da religiosidade de seu povo, foi demolido em 1971.
A Diocese de Tubarão foi criada em 28 de dezembro de 1954, e seu primeiro bispo foi Dom Anselmo Pietrulla. A catedral está erguida no ponto mais alto da cidade. Ao seu lado está a "Torre da Gratidão", monumento em homenagem às pessoas que contribuíram com a reconstrução da cidade após a enchente de 1974.

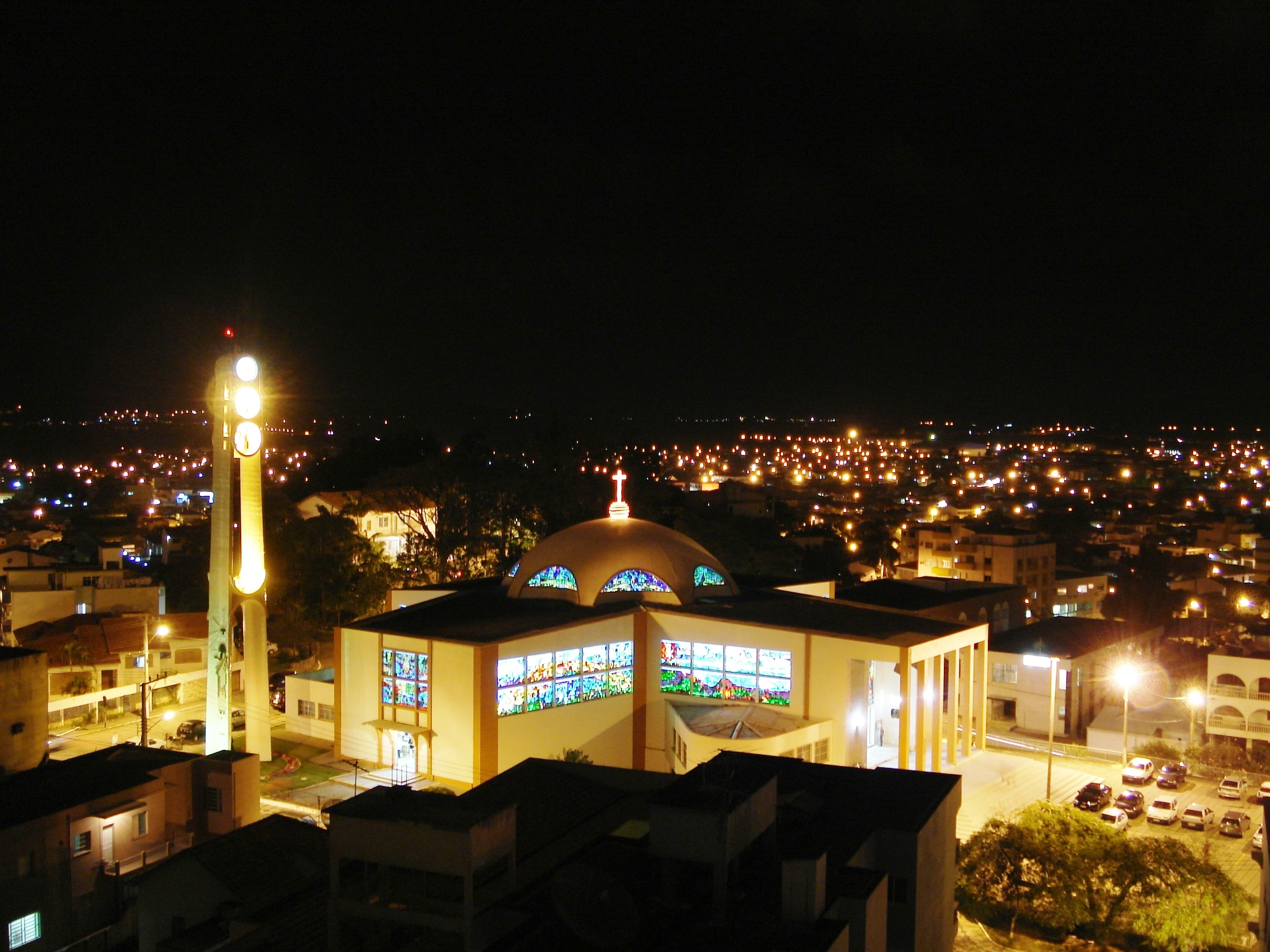
Catedral de Tubarão.
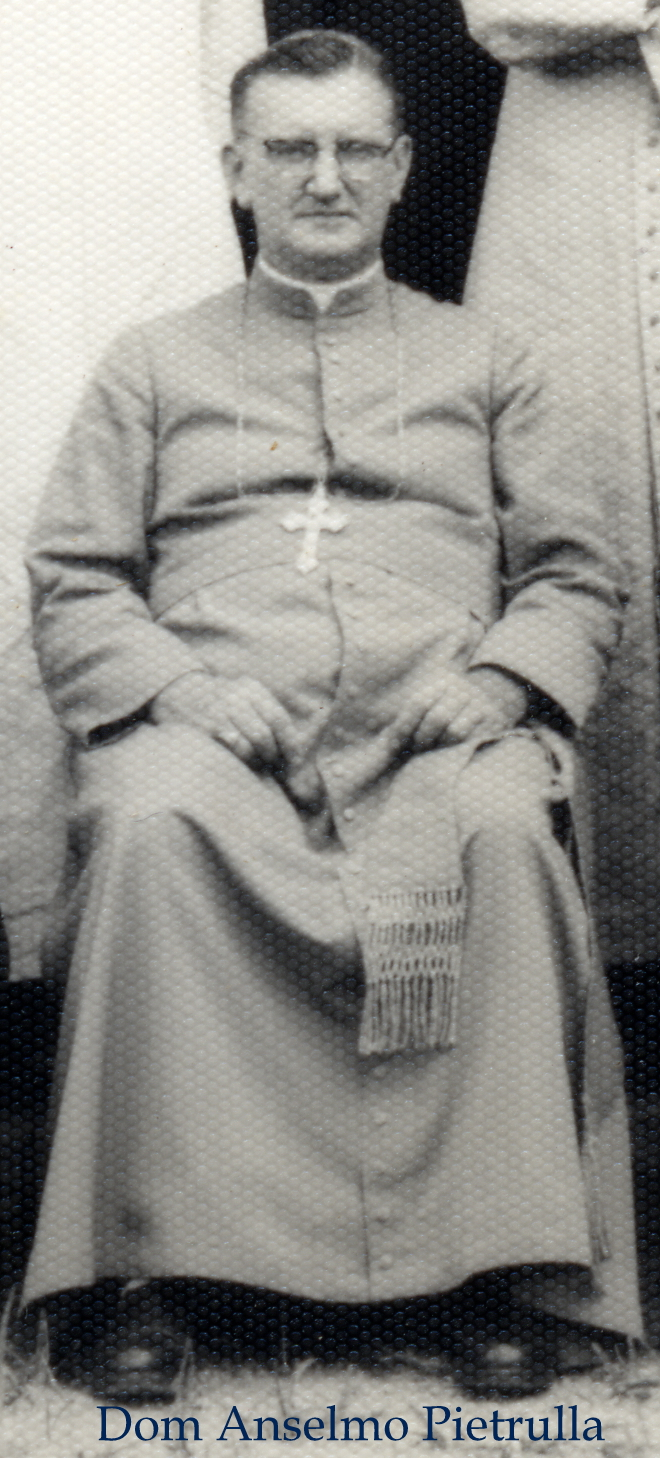
Dom Anselmo Pietrulla.

### Praça Teresa Cristina
A Praça Teresa Cristina foi inaugurada em 1984 em comemoração aos cem anos de fundação da Estrada de Ferro Donna Thereza Christina, construída pelos ingleses, localizada na avenida Marcolino M. Cabral, a praça ostenta uma locomotiva maria-fumaça e um vagão de passageiros que serve como lanchonete.

### Museus
Tubarão dispõe atualmente de três museus:
- Museu Ferroviário de Tubarão: preserva a memória da Estrada de Ferro Donna Thereza Christina, uma das únicas estradas de ferro do mundo a operar com máquinas a vapor na atualidade. O museu ainda serve também como garagem e oficina mecânica das locomotivas ainda em funcionamento.
- Centro Municipal de Cultura: abriga o Museu Willy Zumblick, fotos, artigos e históricos de Tubarão e vários materiais de importância pública, além de sediar a biblioteca pública.
- Museu Walter Zumblick - localizado no Centro Cultural da Unisul, onde estão expostos objetos e artefatos da cultura indígena, encontrados nos sambaquis da região, e animais pertencentes à fauna da região, foi inaugurado em 30 de novembro de 1995.

### Arquivo Público e Histórico Amadio Vettoretti

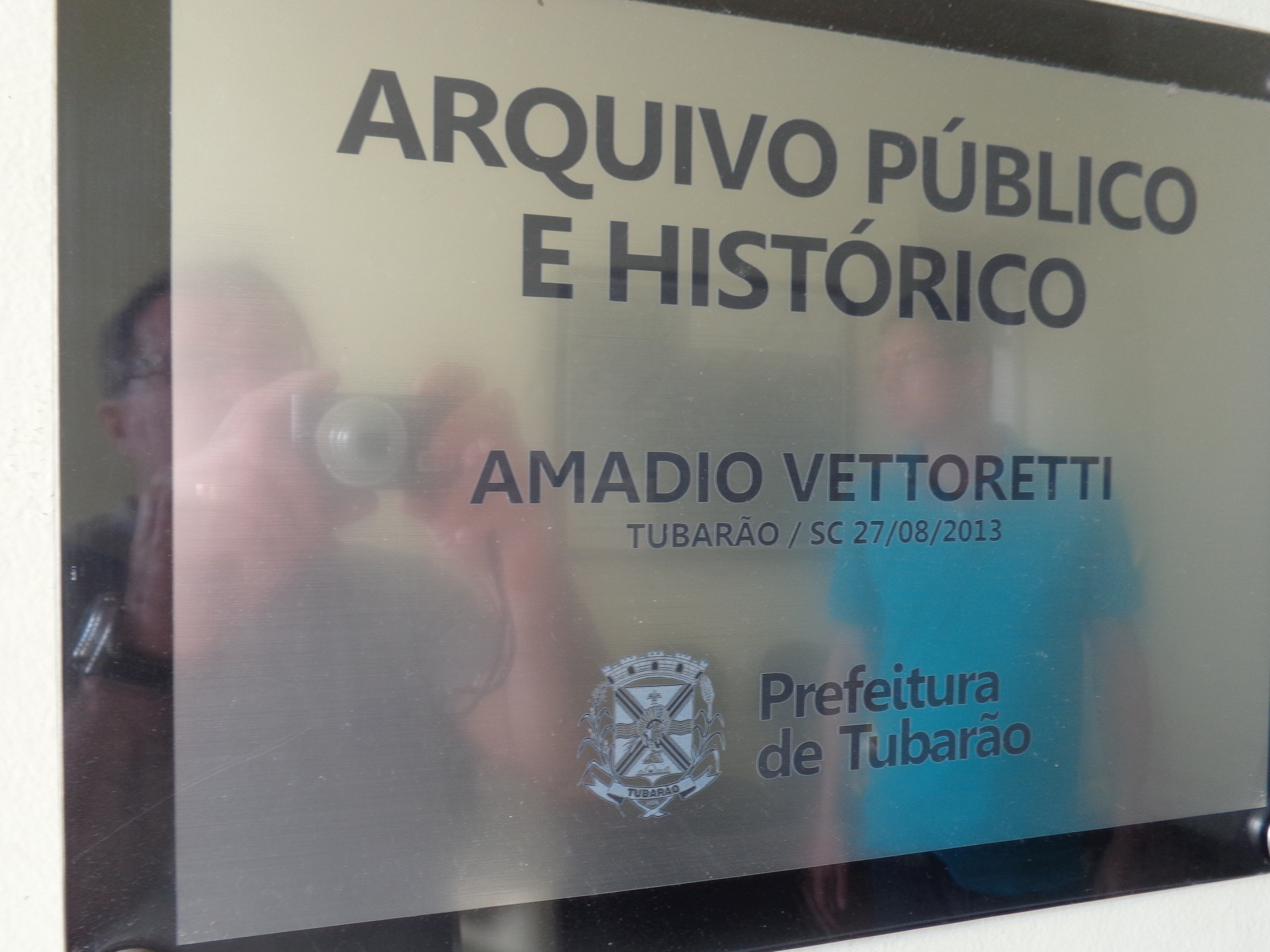
Placa identificatória do Arquivo Público e Histórico Amadio Vettoretti, Tubarão, Santa Catarina

Criado oficialmente em julho de 1990, através da Lei 1463/90, o Arquivo Público e Histórico de Tubarão começou a ser constituído em 1986, quando o prefeito Miguel Ximenes de Mello Filho propôs ao professor e funcionário da prefeitura Amadio Vettoretti a missão de pesquisar profundamente a História de Tubarão.
Percebendo a carência de documentos e de um lugar adequado onde encontrar fontes o professor Amadio saiu a procura de documentos relativos a nossa história, recebendo contribuições da Câmara de Vereadores, da Prefeitura, além de pesquisar documentos nos Arquivos do Estado, com um acervo sendo constituído, o Arquivo Público passou a existir fisicamente em uma sala no Edíficio Stan. Passou a receber documentos, como o acervo do Cartório Cabral, livros do fundo judiciário, contribuições de várias pessoas, jornais. O acervo crescia a cada dia e os espaços ficavam menores, o arquivo já teve vários endereços até definitivamente passar a um lugar onde está instalado atualmente, no 2º piso da antiga Estação de Passageiros da Rede Ferroviária e Rodoviária. 
No ano de 2013 o arquivo recebeu o nome de seu idealizador, tutor e uma das pessoas que mais lutou para ter a importância de hoje, o Historiador Amadio Vettoretti, passando a se chamar “ Arquivo Público e Histórico Amadio Vettoretti” sendo este, o maior e mais bem organizado da região sul de Santa Catarina e um dos mais importantes do estado.
Seu acervo é constituído por uma grande coleção de jornais, o mais antigo do ano de 1878, um acervo precioso composto por escrituras e Atas de Liberdade de escravos de Tubarão, sendo a principal referencia em documentos sobre a História de Tubarão e região, da colonização italiana, conta ainda com uma mapoteca, além de um grande acervo iconográfico, com mais de 7 000 fotografias, sendo referencia quando o assunto é a enchente de 1974. Faz parte de seu acervo processos do judiciário, de cartórios desde o Século XIX, documentos Históricos da Câmara de Vereadores além de ter arquivado documentos da prefeitura de Tubarão. O Arquivo recebe estudantes das escolas da região, pesquisadores ligados a universidades das mais diversas regiões do Brasil e do exterior, jornalistas e comunidade em geral.
Recentemente foi incorporado ao acervo 57 certidões de óbitos de mortos da Enchente em Tubarão em 1974.

## Transportes

### Transporte ferroviário

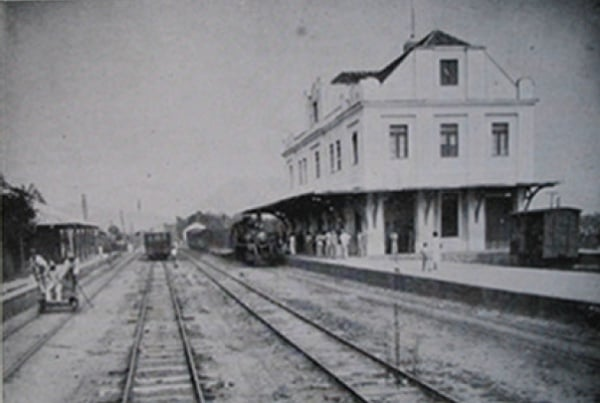
Estação Nossa Senhora da Piedade, Tubarão

O transporte ferroviário foi oficialmente iniciado em 1884 com a Estrada de Ferro Donna Thereza Christina (EFDTC), atualmente realizado pela Ferrovia Tereza Cristina.

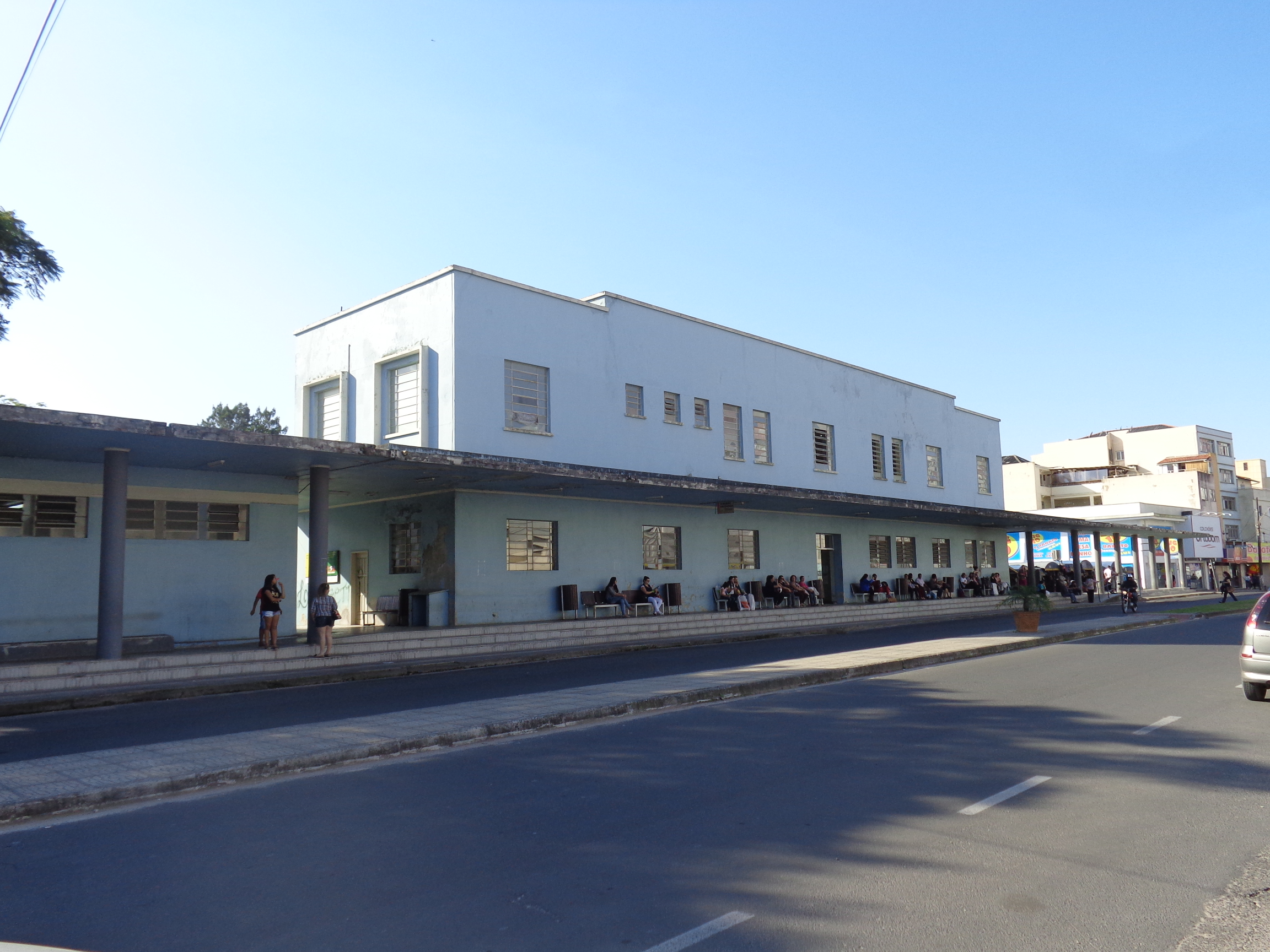
Antiga Estação Piedade da Estrada de Ferro Donna Thereza Christina, Tubarão, Santa Catarina. Em seu andar superior está localizado o Arquivo Público e Histórico Amadio Vettoretti.

### Aeroportos e rodovias

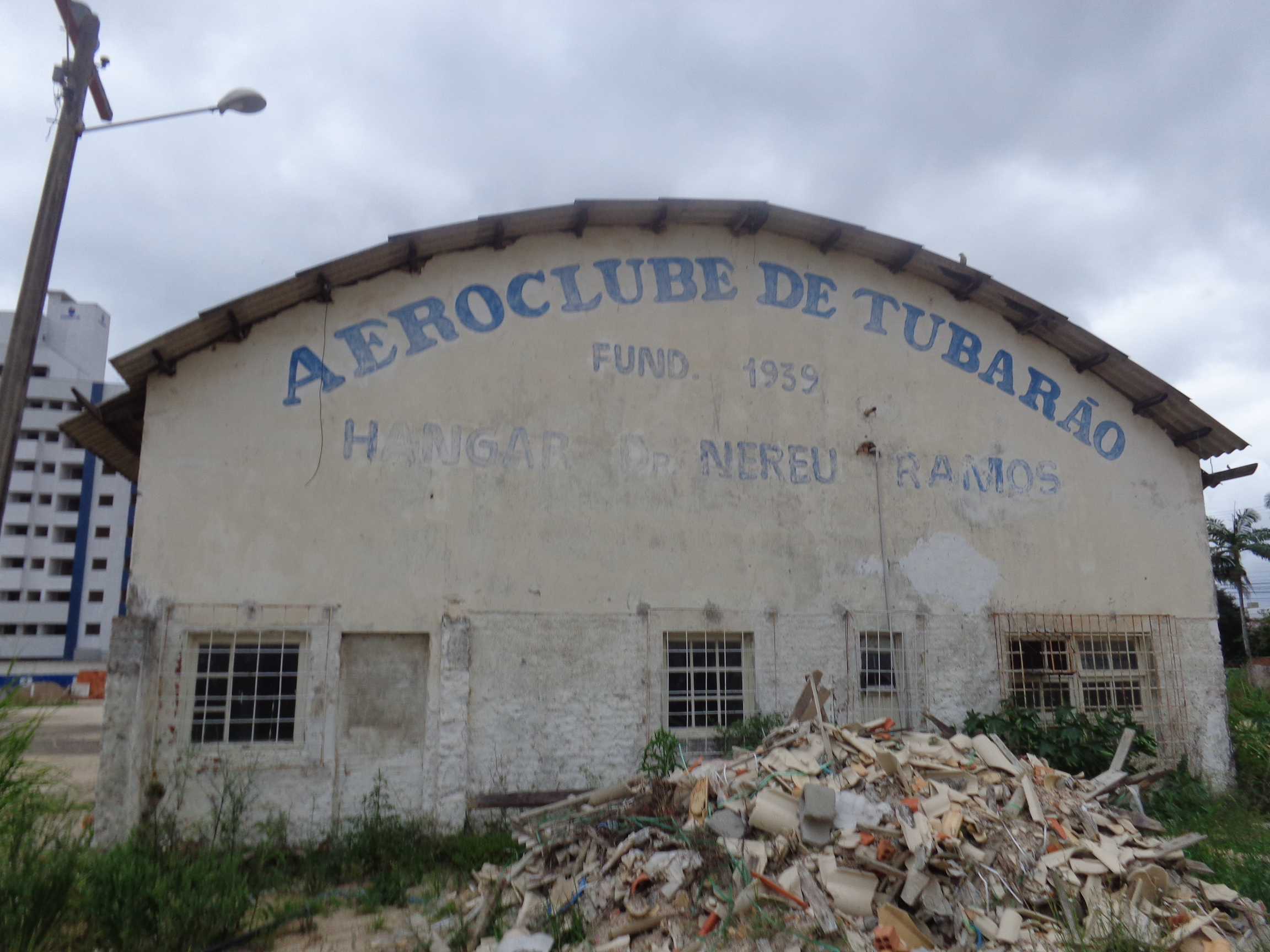
Galpão do Aeroclube de Tubarão, fundado em 1939, na área do antigo Aeroporto de Tubarão, em estado de conservação de ruína. Registro de 2 de janeiro de 2017, com instalações abandonadas. Com fracas letras registrado: Hangar Dr. Nereu Ramos. Fotografia de 2017, o galpão foi posteriormente demolido.

Atualmente a cidade conta com o Aeroporto de Jaguaruna, distante 30 quilômetros da cidade, com um voo diário ao Aeroporto de Congonhas, em São Paulo, operado pela companhia aérea TAM, embora existam informações de que o aeroporto irá contar com as operações das companhias Gol, Azul e Aerolineas Argentinas.
A cidade contou, no passado, com um aeroporto particular de saibro, com pista de 1.100 metros de comprimento e 40 metros de largura, que pertenceu ao extinto Aeroclube Cidade Azul. Atualmente a área total do aeroporto ao estado onde atualmente se encontra a arena multiuso Prefeito Estêner Soratto da Silva onde são realizados jogos, peças teatrais e etc...
A cidade ainda conta com quatro acessos, todos pela BR-101. O primeiro acesso fica ao norte logo após a divisa com o município de Capivari de Baixo. O segundo acesso encontra-se na área central da cidade, no local onde a BR-101 a divide. O terceiro acesso encontra-se um pouco mais ao sul, 800 metros após o acesso central e o quarto acesso encontra-se ao sul próximo já a divisa com o município de Jaguaruna. Para quem vem do sul, apenas altera-se a ordem dos acessos.
Transporte municipal
Possui sistema não integrado de transporte municipal, com dois terminais, operado pela Transportes Capivari Ltda. – TCL, Transgeraldo Transporte Coletivo Ltda. e Empresa Santo Anjo da Guarda Ltda..
Transporte intermunicipal
O Terminal Rodoviário José Ghizoni funciona desde 2001, administrado pela empresa FSilva Empreendimentos e Administrações, responsável pela concessão.  (próximo da BR-101).
As empresas que operam atualmente são: Auto Viação Catarinense Ltda., Empresa Boqueron S.R.L., Auto Viação 1001 Ltda., Empresa Santo Anjo da Guarda Ltda., Reunidas S.A. Transportes Coletivos, Empresa União de Transportes Ltda., Pluma Conforto e Turismo S.A., Empresa União Cascavel de Transporte e Turismo Ltda. – Eucatur, Viação Itapemirim S.A., Brasil Sul Linhas Rodoviárias Ltda., Unesul de Transportes Ltda., Expresso São Pedro Ltda., Auto Viação Venâncio Aires Ltda. – Viasul, Empresa de Ônibus Nossa Senhora da Penha S.A., Transportes Capivari Ltda. – TCL.

### Pontes
Tubarão situa-se às margens do rio Tubarão, por sobre o qual várias pontes o cruzam:
- Nereu Ramos (Centro, entre as ruas Padre Geraldo Spettmann e Coronel Collaço, lado montante)
- Heriberto Hülse (Centro, entre as ruas Padre Geraldo Spettmann e Coronel Collaço, lado jusante)
- Viaduto Juscelino Kubistcheck de Oliveira (Cavalcante/BR101)
- Dilney Chaves Cabral (Centro, entre a Av. Patrício Lima e R. Tubalcaim Faraco)
- Orlando Francalacci (Quartel, entre as ruas Chile e Pres. Tancredo Neves)
- Manuel Alves dos Santos (Morrotes, entre as ruas São João e Sílvio Cargnin)

Além destas existe uma ponte pênsil em frente à Unisul, outra no bairro km 60, que liga este ao bairro Bom Pastor, uma outra que liga os bairros Guarda Margem Esquerda e Direita, próximo às Termas da Guarda, e a ponte da estrada de ferro, que liga Tubarão a Capivari de Baixo.

### Acesso a praias
Através de Tubarão pode-se chegar às diversas praias. Seguindo a Avenida Marcolino Martins Cabral, em direção norte, até chegar-se ao Rio Tubarão dai por diante segue-se em estrada de chão margeando o rio até os limites com Laguna, chegando-se ao Farol de Santa Marta, praia da Tereza, Ponta da Barra, Galheta e Camacho. Via bairro Congonhas, chega-se as mesmas praias. A estrada é de chão até chegar-se a rodovia inter-praias (asfaltada recentemente) que liga a praia de Jaguaruna à praia do Camacho, a partir dai todos os acessos às demais praias são por estradas de chão, algumas vezes passando por entre dunas.

## Região metropolitana

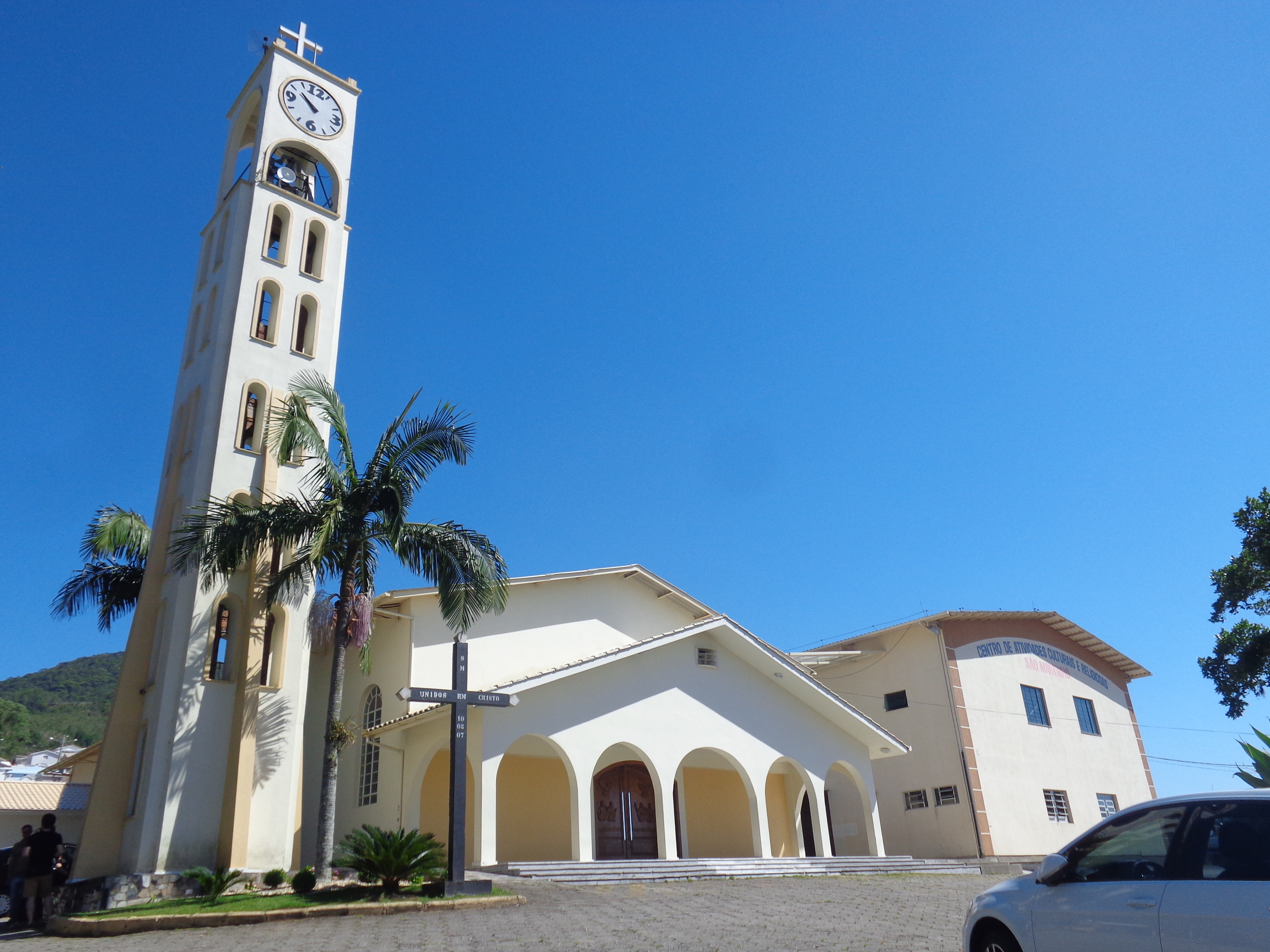
Igreja do Bairro São Martinho

Tubarão já sediou a Região Metropolitana de Tubarão, criada pela lei complementar estadual 221 de 2002 e extinta pela lei complementar estadual 381 de 2007, formando, juntamente com Gravatal e Capivari de Baixo, o núcleo metropolitano. Também existia a área de expansão metropolitana, a qual englobava mais 15 municípios (345 665 habitantes). Hoje, Tubarão é a sede da região da Grande Tubarão. O governador Leonel Pavan (PSDB) sancionou o projeto de lei complementar 52/09, aprovado pela assembleia legislativa no dia 8 de dezembro de 2010. A divisão foi feita de forma a atender os requisitos legais para a criação das regiões metropolitanas. Com isso, os municípios, especialmente os menores em número de habitantes, poderão ser alvos do desenvolvimento de projetos maiores, pois os recursos, quando solicitados para uma região, têm prioridade de investimento, especialmente junto ao Ministério das Cidades.
Na Região Metropolitana de Tubarão, a novidade é a inclusão dos municípios de Paulo Lopes e Garopaba. O primeiro, antes, integrava a Grande Florianópolis. Formam a Grande Tubarão um total de 19 municípios, são eles: Tubarão, Capivari de Baixo, Gravatal, Jaguaruna, Pedras Grandes, Sangão, Treze de Maio, Braço do Norte, Armazém, Grão-Pará, Rio Fortuna, Santa Rosa de Lima, São Ludgero, São Martinho, Laguna, Garopaba, Imaruí, Imbituba e Paulo Lopes.

## Esporte

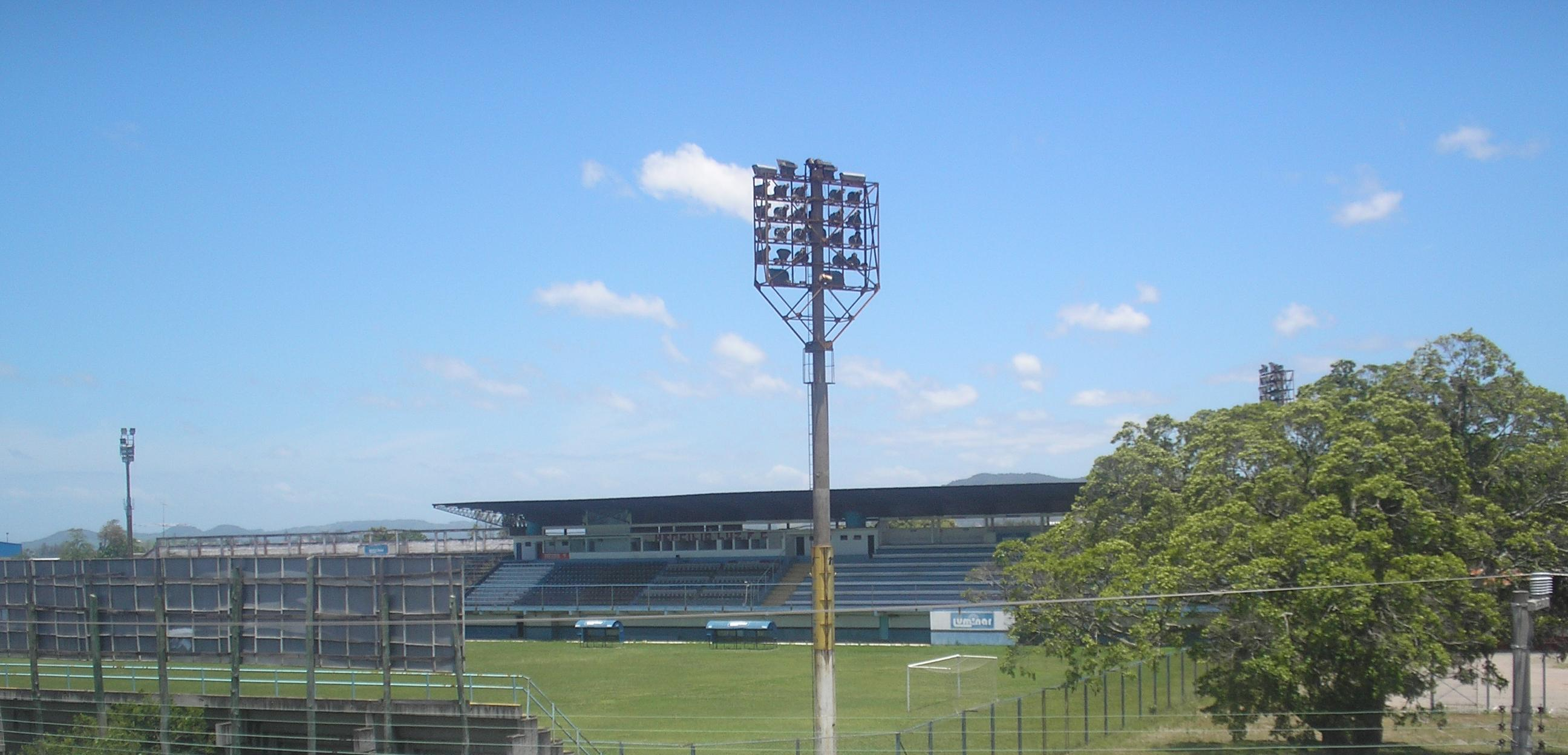
Estádio Aníbal Torres Costa.

Durante muitos anos, Tubarão teve o domínio no futebol do Sul do estado de Santa Catarina, com destaque para o Hercílio Luz Futebol Clube, agremiação mais antiga da região, fundada a 22 de dezembro de 1918. O time colorado, conhecido por "Leão do Sul", conquistou por duas vezes o campeonato estadual (1957 e 1958) e foi a primeira agremiação barriga-verde a disputar uma competição nacional oficial da CBD, a Taça Brasil, em 1959.
Nos anos 40, o mesmo Hercílio veio a conhecer o seu maior rival, o Esporte Clube Ferroviário, este que se tornou o time do povo na Cidade Azul. O rubronegro "Ferrinho", como passou a ser chamado carinhosamente pela população tubaronense, também foi destaque estadual, conquistando o campeonato catarinense de 1970. Em 25 de maio de 1992, deixa de existir o Ferroviário para surgir o Tubarão Futebol Clube. Numa curta trajetória de 10 anos, conquistou várias taças e um título estadual em 1998, a Copa Santa Catarina, em pleno estádio Heriberto Hülse contra o seu maior rival, o Criciúma Esporte Clube, no famoso Clássico do Sul. O Tubarão Futebol Clube chamado carinhosamente de Peixe, disputou também campeonatos brasileiros, Copa Sul e Copa Sul-Minas. Se tornou o primeiro clube tubaronense a excursionar na Europa. A média de público nos estádios era alta e também muitos torcedores acompanhavam o clube fora de seus domínios.
A cidade de Tubarão conta também com o Tubarão Predadores, 1º time de Futebol Americano da Região Sul de Santa Catarina, que em 2008 fez sua 1ª participação na Liga Catarinense de Futebol Americano.
O Tubarão Predadores faz seus treinos todos domingos às 15 horas no campo de futebol da Unisul em Tubarão. Todos que quiserem assistir ou participar dos treinos devem comparecer no local e horário indicados onde serão ensinadas todas as regras deste esporte que tanto se desenvolve no Brasil.
Nos último anos a cidade vem ganhando destaque nacional e atraindo atenção desde a entrada do time de futsal da UNISUL na Liga Nacional de Futsal . O Unisul Esporte Clube foi criado em julho de 1999, quando a Unisul decidiu investir na área de marketing esportivo. Focado no Futsal e Voleibol, firmou importantes parcerias como a parceria com a Penalty, para o Futsal em Tubarão. E recentemente com a Seguridade de Joinville trazendo grandes jogadores a equipe como o ala Cabreuva da seleção brasileira de futsal ex intelli e o pivo Léo ex-malwee de Jaragua Do Sul. A Unisul sedia seus jogos no ginásio Salgadão, localizado no bairro Oficinas.
A cidade também conta com a força do Handebol que já obteve diversos resultados importantes a nível regional e estadual. O mais expressivo veio em 2005, o título de campeão estadual até 16 anos, da OLESC (Olimpíadas Estudantis de Santa Catarina) promovido pela FESPORTE. Naquela ocasião, o time comandado pelo técnico Luiz Fernando Lopes, venceu na final a equipe de Itajaí num disputadíssimo jogo na cidade do adversário.
No ano de 2012, o tubaronense Felipe Costa da Silva, de 23 anos, conquistou o primeiro lugar no Ironman Brasil de triatlo, realizado em Florianópolis, na categoria 18-24 anos, com o tempo de 9h23min. Junto com a premiação, Felipe qualificou-se para a final mundial do Ironman World Championship no distrito de Kona, no Havaí, Estados Unidos.